# スラグ

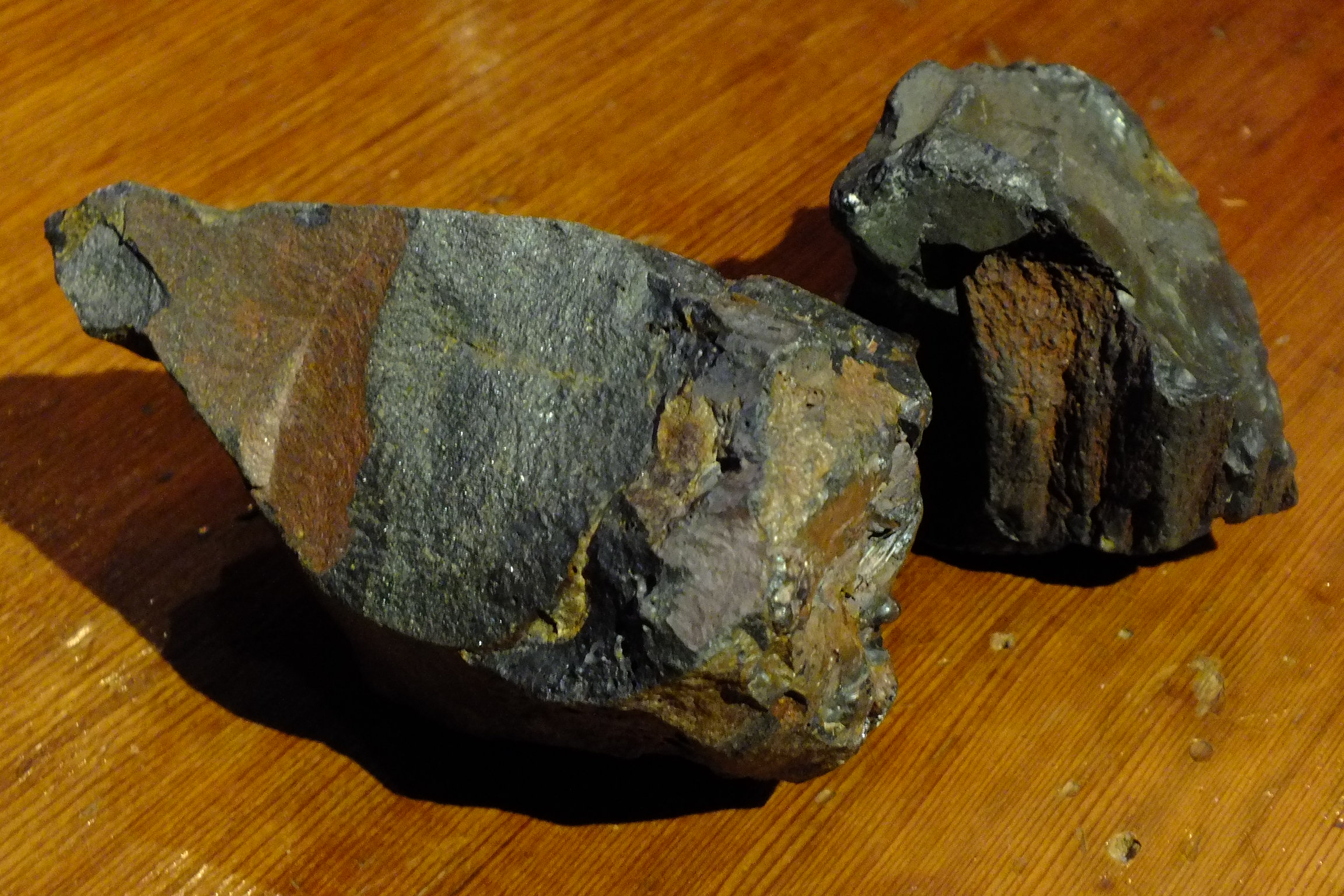
犬島精錬所（岡山県）のスラグ

スラグ（slag）あるいは鉱滓（こうさい）は、鉱石から金属を製錬する際などに、冶金対象である金属から溶融によって分離した鉱石母岩の鉱物成分などを含む物質をいう。スラグは、しばしば溶融金属上に浮かび上がって分離される。また、浮遊選鉱および湿式製錬では、水分を中心とした泥状の物質が排出される。これはスライムと呼ばれ、こちらも鉱さいと表記される事が多い。鉱さいは廃棄物処理法の産業廃棄物に定められている。

## 概要

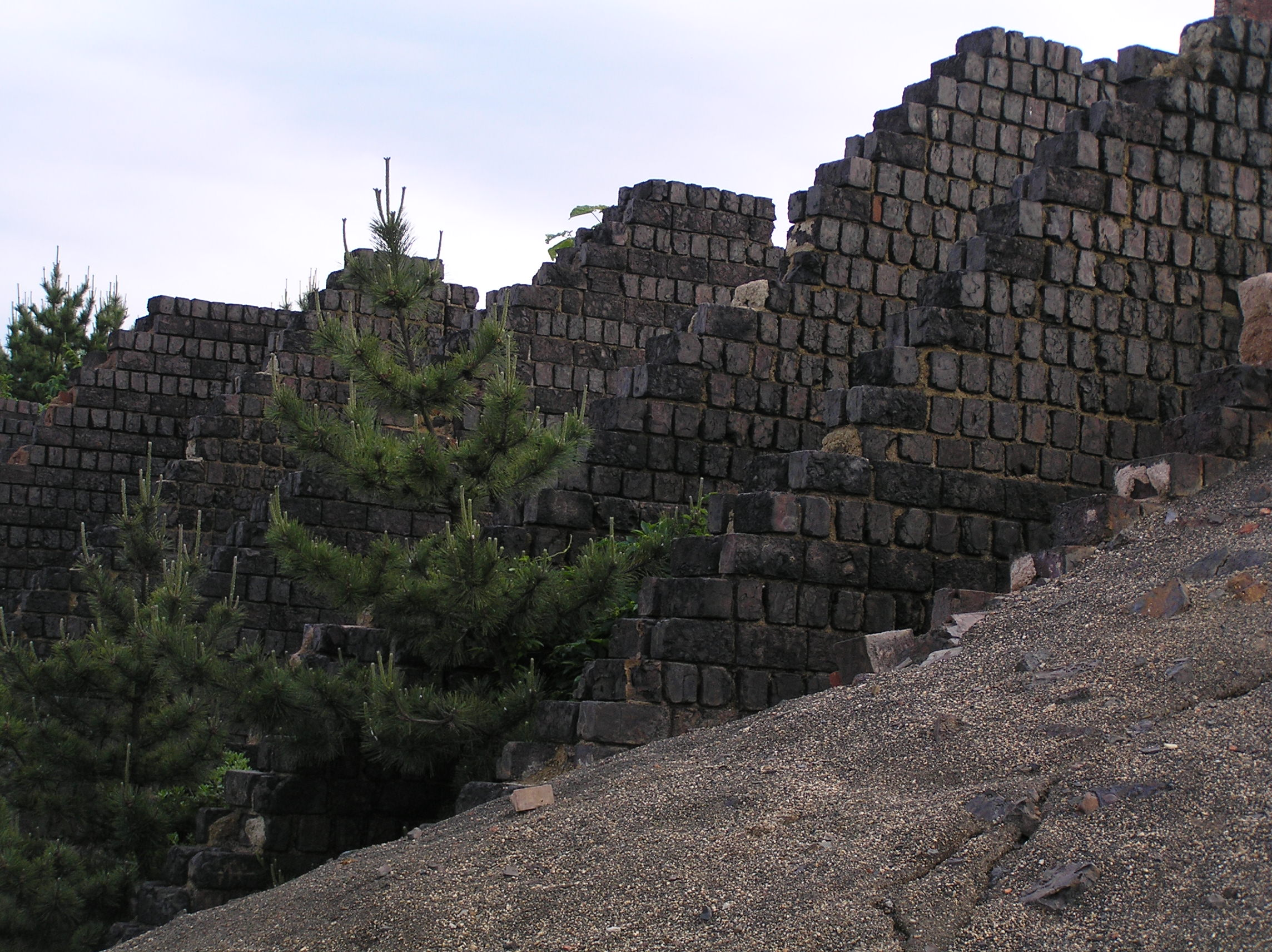
廃止になった製錬所に残されたスラグ（犬島精錬所）。

スラグは種々の金属の製錬の際に生じるが、最も多く産出されているのが生産量の多い鉄の精錬由来のものである。その場合、特に製鉄スラグや鉄鋼スラグとも呼ばれる。非鉄金属、例えば銅やアルミニウムの精錬に際しても発生し、その場合、鍰（からみ）とも呼ばれる。
スラグの主成分は鉱石の母岩の成分に由来するケイ酸塩と金属酸化物を多く含んでいる。具体的には、鉱物に由来する二酸化ケイ素 (SiO2)や 、酸化アルミニウム (Al2O3)、酸化カルシウム (CaO)、酸化マグネシウム (MgO) などの金属酸化物が多く含まれている。製鉄においてこのようなスラグが生じるのは、主に高炉を用いて鉄鉱石から金属鉄を還元精製し、融解した銑鉄を抽出する段階である。転炉を用いて鋼を作る製鋼段階でもスラグが発生する。その段階でのスラグの主成分には、SiO2、CaOのほか、FeOも加わる。このFeOは、燃焼によって炭素を減少させる際に鉄の一部が酸化されて生じる。火成岩をその成分で酸性岩、塩基性岩と分類するのと同じ論理で、成分中にSiO2を多く含むスラグを酸性スラグ、CaOを多く含むものを塩基性スラグと呼ぶ。
「滓」が表外字のため、しばしば「鉱さい」と書かれる。なお、「こうさい」は慣用読みで、本来は「こうし」である。大和言葉では「のろ」と呼び、たたら製鉄などでは「のろ」とも呼ぶことが多い。金屎（かなくそ）とも呼ばれる。

## スラグと融剤

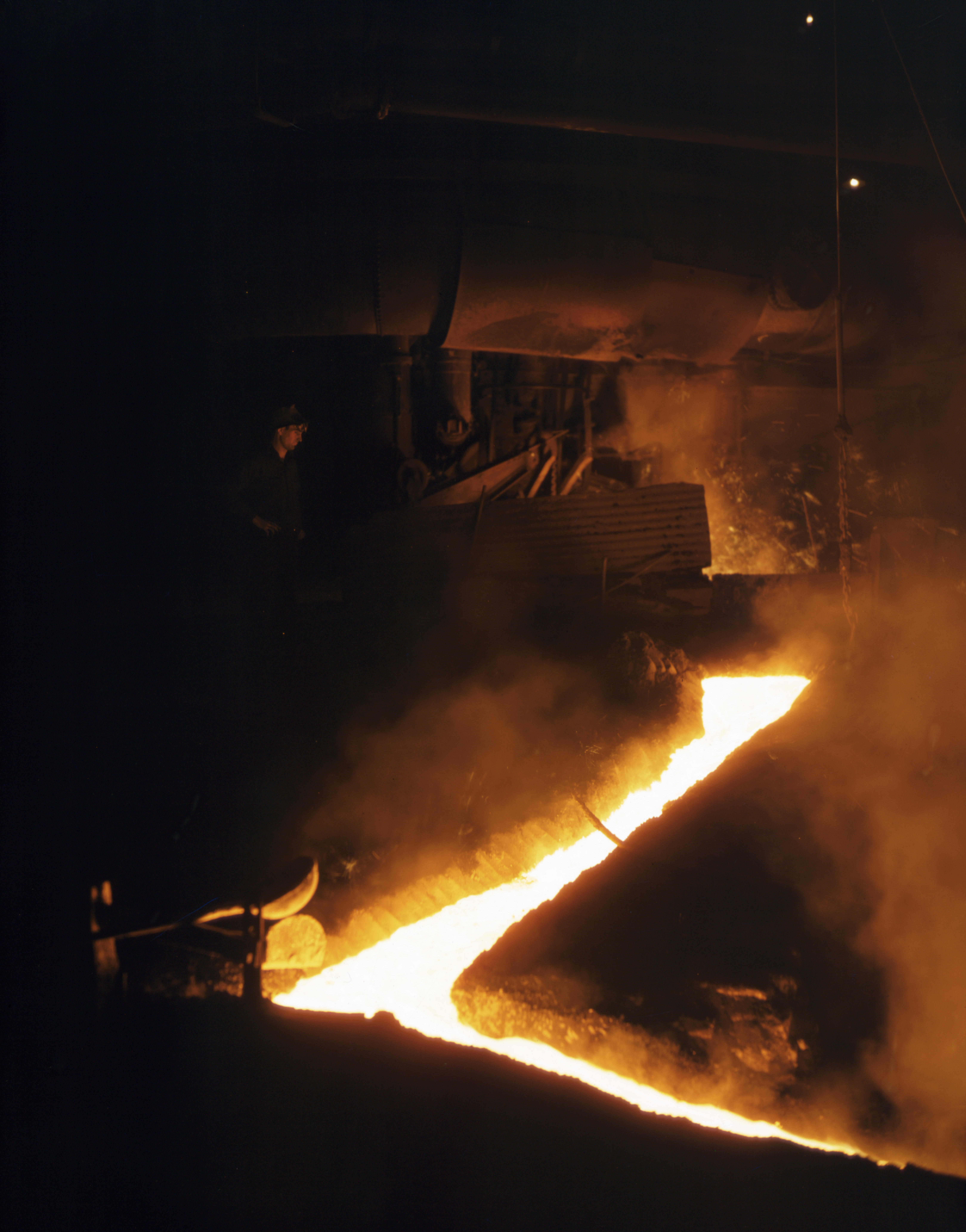
スラグは製鉄の過程で多く発生する。

原料鉱石に何も加えないでも、鉱石にケイ酸塩や石英などからなる母岩成分が混在する以上は、金属製品から分離すべきスラグは発生する。たとえば、たたら製鉄のような前近代以来の古典的製鉄においては、海綿状に還元生成した鉄塊の内部に粒子状、あるいは塊状に分散してスラグが生じる。その場合には、鉄塊を砕くことによって、または、鍛造によって赤熱した鉄素材を叩いて、金属鉄の組織から搾り出すことによって、スラグの成分が分離される。

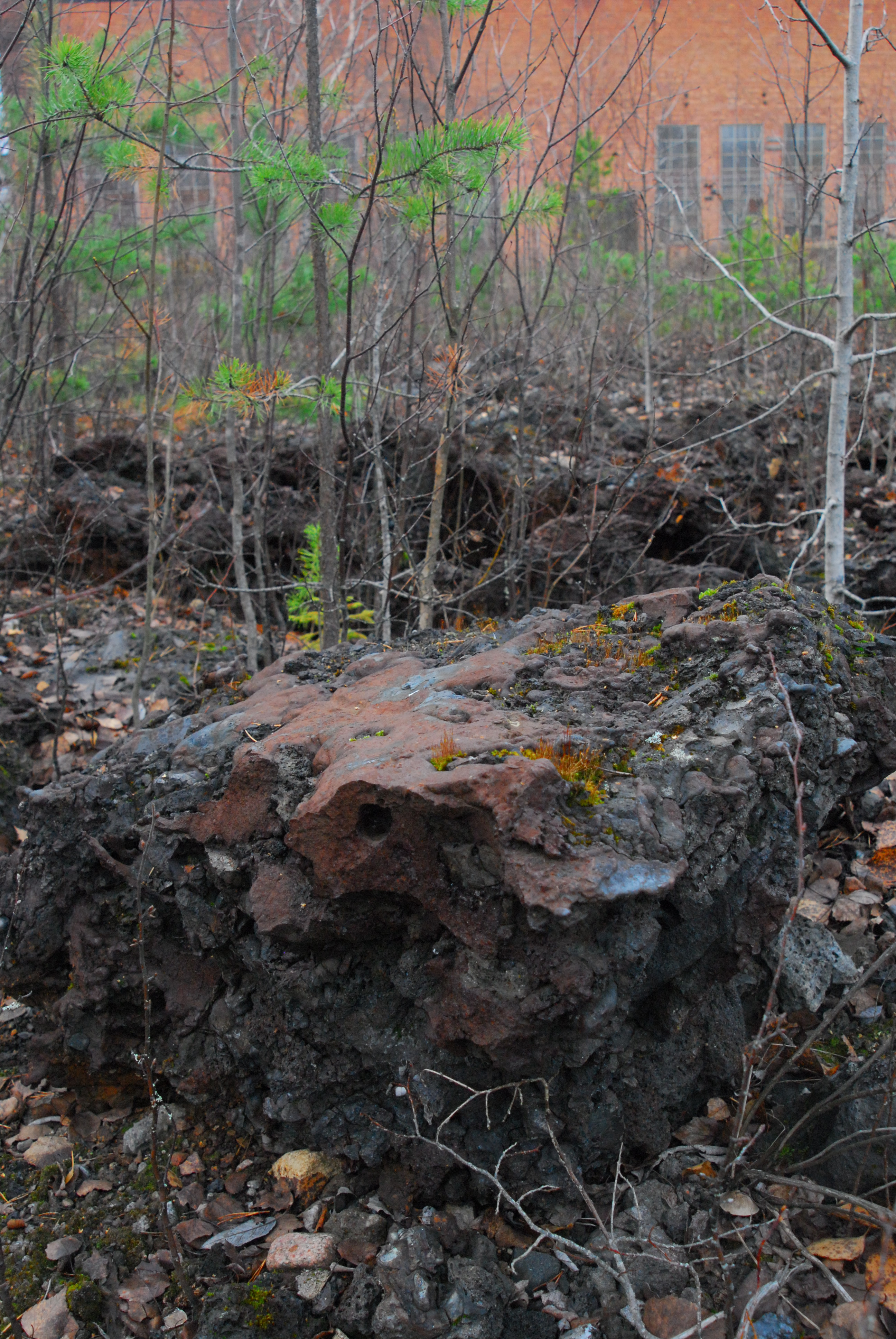
スウェーデンの製鉄工場脇に残されたスラグ。

近代以降の金属精錬では効率が求められるため、金属の溶融と同時に溶融することによって、きれいに浮上させて分離しうる、いわば「良い」スラグを作る必要がある。スラグが「良い」スラグとなる条件には、流動し始める温度が低いこと、金属への溶解度が低いこと、粘性が小さいこと、比重が小さいことなどが求められる。これらの性質は、いずれも、金属本体とすみやかに分離するために必要なものである。例えば、SiO2は3次元網目状にケイ素と酸素が結合している。このため、スラグに含まれるSiO2の比率が高いと、スラグの粘度が上昇し、金属との分離に時間がかかる。このため、スラグでは、1次元のケイ酸イオンを作ることによって流動性を高めるように成分が調整される。この目的で高炉においては石灰石 (CaCO3) を鉱石に加えながら加熱される。このように、SiO2を多く含んでいる鉱石に対しては、塩基性の強い金属酸化物CaO(ここでは石灰石の分解によって生じている)を加えることによって、流動点が低く、粘度が小さいケイ酸塩化合物を生成する工程が採用される。この工程は、多くの種類のガラスの製造工程と共通している。このように、「良い」スラグを形成するために用いられる物質は、融剤（フラックス）と呼ばれている。このフラックスとして、ヨーロッパでは有史以来蛍石 (CaF2) が多く使われてきた。

## スラグの種類と概要
- 鉄鋼スラグ
  - 高炉スラグ:銑鉄を製造する高炉で溶融された鉄鉱石の鉄以外の成分は、副原料の石灰石やコークス中の灰分と一緒に高炉スラグとなる[2]。
    - 徐冷スラグ:溶融スラグを冷却ヤードに流し込み、自然放冷と適度の散水により冷却したもので、結晶質の岩石（塊）状となる。
    - 水砕スラグ:溶融スラグを加圧水により急冷、粒状化（水砕）したもので、一般にガラス質が主体となる。

  - 製鋼スラグ：高炉で製造された溶鉄やスクラップから、靱性・加工性のある鋼にする製鋼過程で発生するスラグ[2] 。
    - 転炉系製鋼スラグ
      - 転炉スラグ
      - 溶鉄予備処理スラグ

    - 電気炉系製鋼スラグ:炉内雰囲気を酸化性、還元性に変えることが可能であり、それぞれの過程で発生するスラグを酸化スラグ、還元スラグという[2] 。
      - 酸化スラグ
      - 還元スラグ
- 非鉄スラグ
  - 銅スラグ
  - フェロニッケルスラグ（ニッケル製錬所から排出される）

## スラグの用途

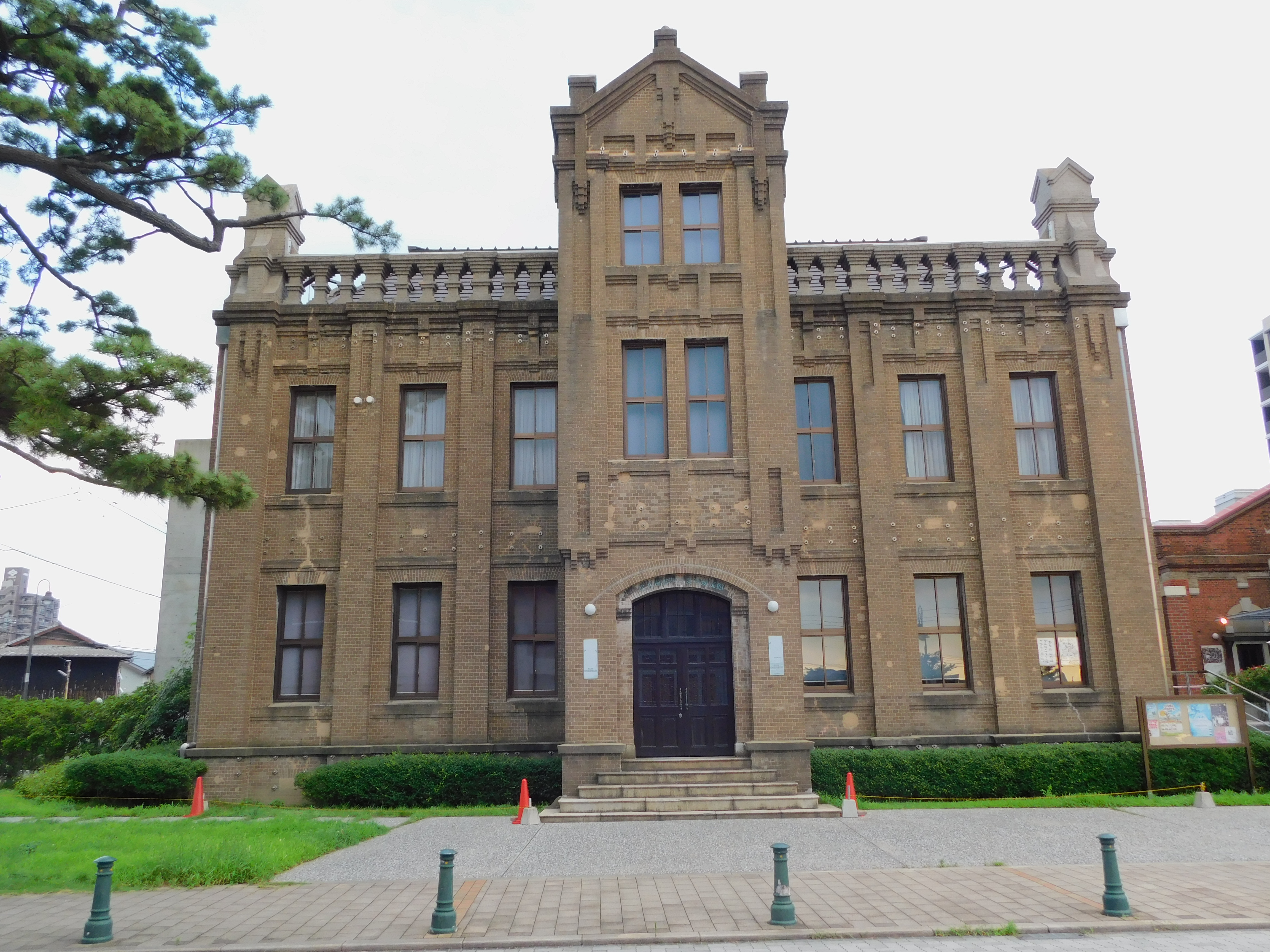
外壁に鉱滓煉瓦を用いた門司麦酒煉瓦館（旧帝国麦酒門司工場事務所、北九州市）

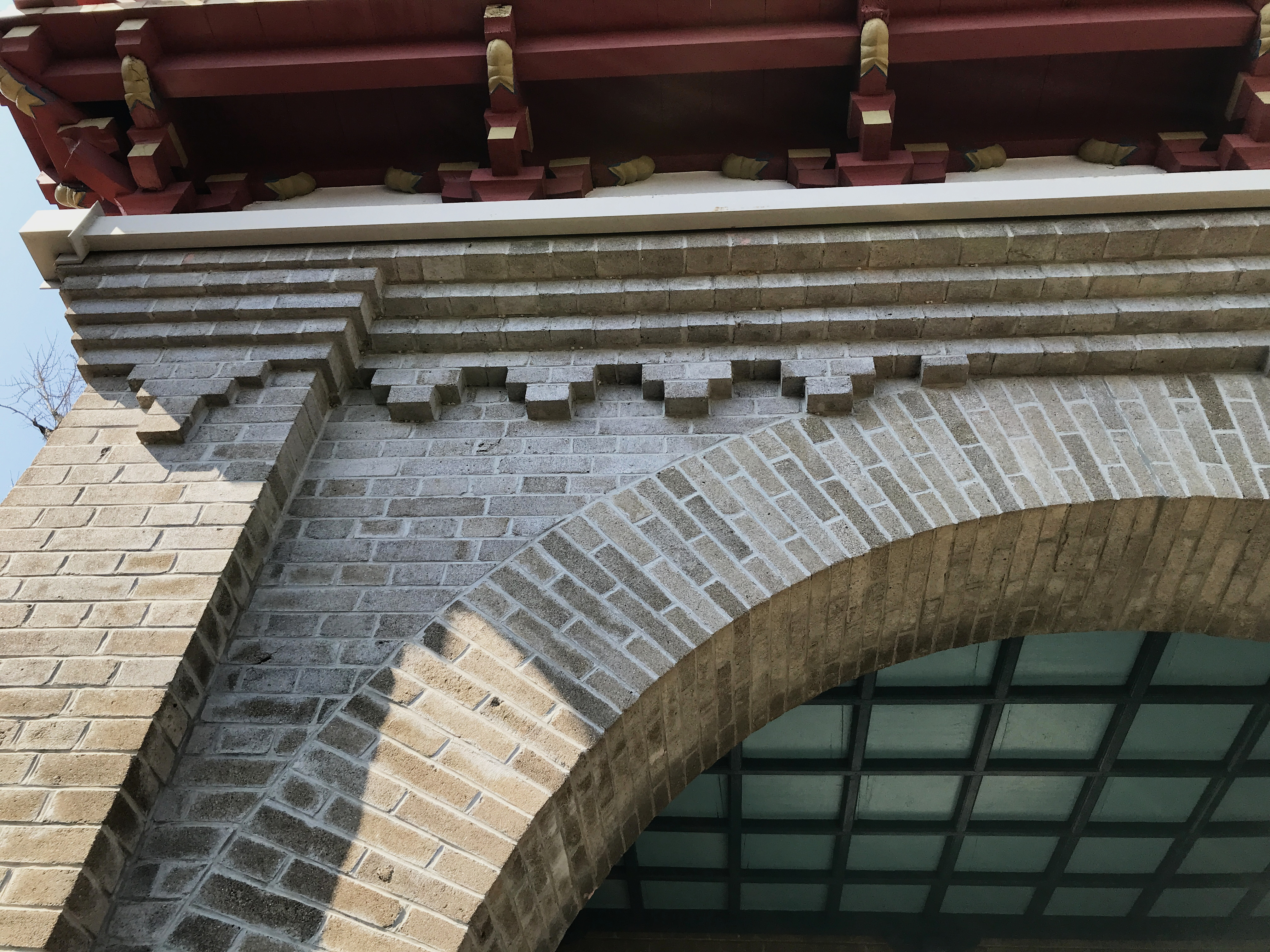
鉱滓煉瓦を用いた寺院楼門の例（西福寺、佐賀県武雄市）

スラグ、特に生産量の多い製鉄スラグの発生量は膨大である。日本国内だけでも、高炉で3000万トン／年、転炉で1000万トン／年もの製鉄スラグが発生している。スラグは産業廃棄物として扱われており、処理費用が嵩む。このために古くからスラグの有効利用が模索されてきた。
例えば日本では、足尾銅山の防火壁の遺構に、スラグを使ったレンガ（カラミレンガ）が残されている。
また、尾小屋鉱山があった石川県小松市尾小屋町ではスラグ煉瓦を使った擁壁や蔵などが残されている。北九州ではネズミ色の鋼滓煉瓦が使われた建物が残っている。
現在では、比重の高さから高炉セメントや、道路の路盤材、グラウンドの舗装材、建築用断熱材であるロックウールの原料などに用いられるほか、イネの育成などに用いるケイ酸肥料（ケイ酸カルシウム）としても利用されている。アブラナ科植物の根こぶ病を防ぐことにも有効といわれている。また、製鉄スラグは微量の鉄分を含むため、土壌への鉄分供給や、海水中の鉄分不足による沿岸の磯焼けへの対策としての利用が研究されている。

## スラグ類の環境安全性

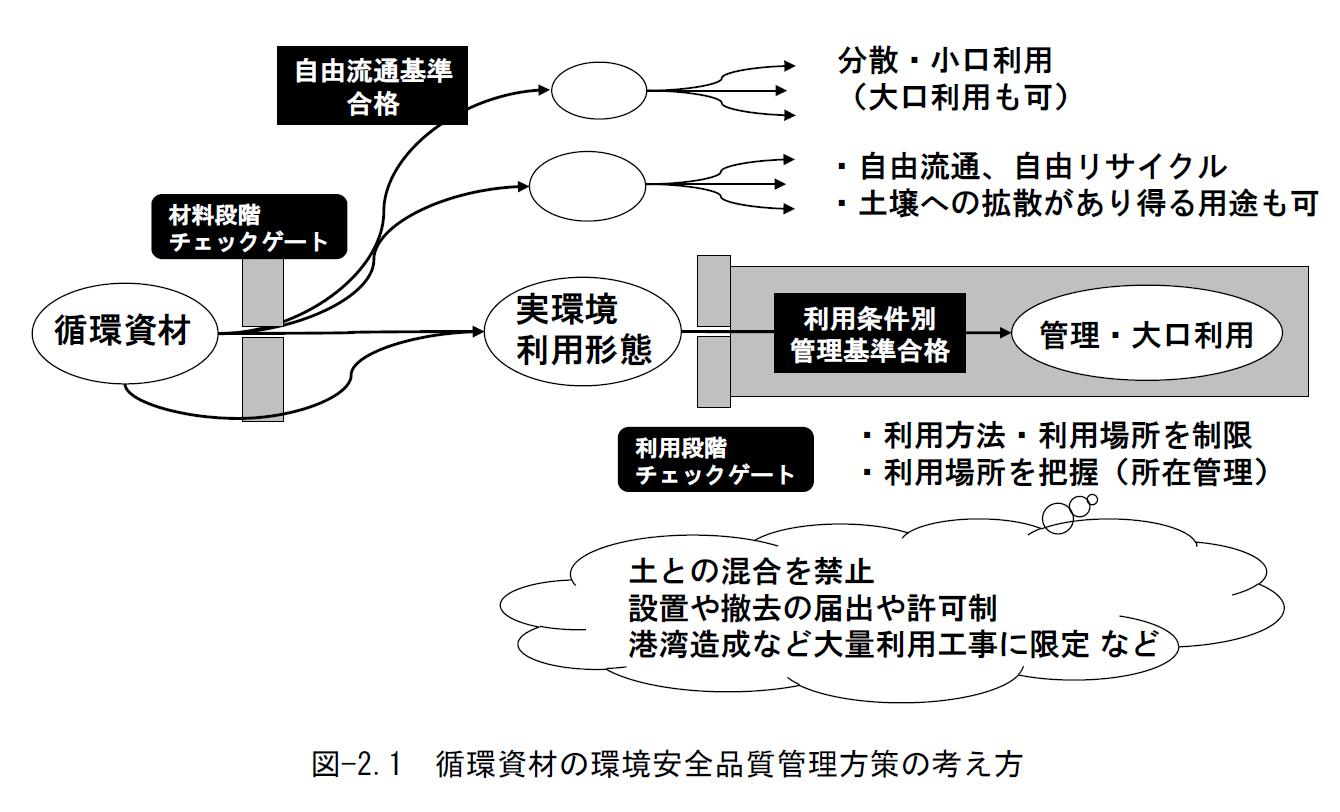
循環資材の環境安全品質管理方策の考え方（従来の素案）

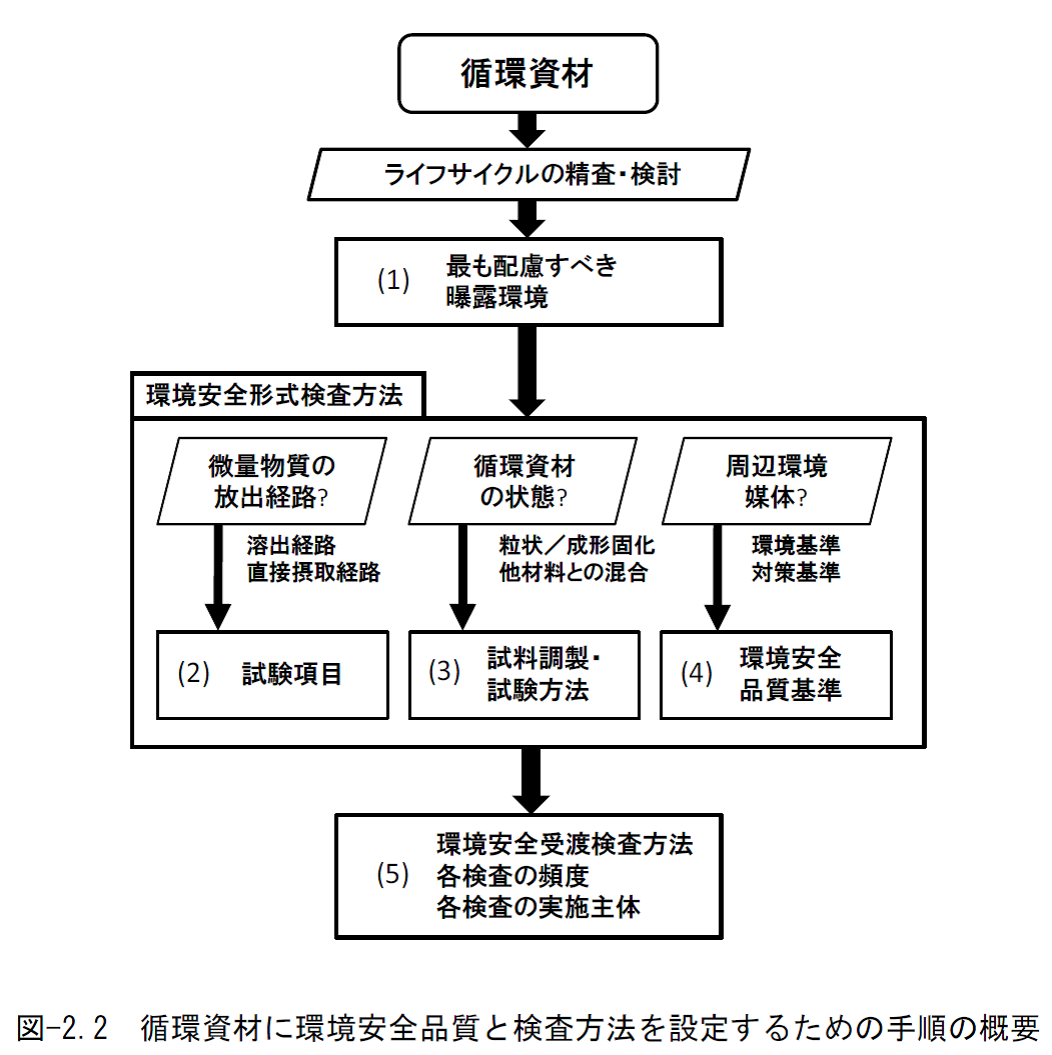
循環資材に環境安全品質と検査方法を設定するための手順の概要

経済産業省等から「スラグ類に化学物質評価方法を導入する指針について－総合報告書－」が平成24年3月に公開された。ここでは、循環素材の一例としてスラグ類が挙げられるとともに、循環素材を管理するために従来検討された素案が紹介されている。
続いて、検討を重ねとりまとめたものとして、下記5項目の「循環資材の環境安全品質及び検査方法に関する基本的考え方」が示されている。
(1) 最も配慮すべき曝露環境に基づく評価： 環境安全品質の評価は、対象とする循環資材の合理的に想定しうるライフサイクルの中で，環境安全性において最も配慮すべき曝露環境に基づいて行う。
(2) 放出経路に対応した試験項目：溶出量や含有量などの試験項目は、(1) の曝露環境における化学物質の放出経路に対応させる。
(3) 利用形態を模擬した試験方法： 個々の試験は，試料調製を含め、(1) の曝露環境における利用形態を模擬した方法で行う。
(4) 環境基準等を遵守できる環境安全品質基準：環境安全品質の基準設定項目と基準値は、周辺環境の環境基準や対策基準等を満足できるように設定する。
(5) 環境安全品質を保証するための合理的な検査体系：試料採取から結果判定までの一連の検査は、環境安全品質基準への適合を確認するための「環境安全形式検査」と、環境安全品質を製造ロット単位で速やかに保証するための「環境安全受渡検査」とで構成し、それぞれ信頼できる主体が実施する。

## 鉄鋼スラグ製品の管理に関するガイドライン
鐵鋼スラグ協会は鉄鋼スラグ製品の管理すべきことをガイドラインを2005年に制定し改正を行っており、目次や要旨を以下に示す。
- 1. 目的
- 2. 適用範囲
- 3. 各会員の責務
- 4. 鉄鋼スラグ製品の品質管理
  - (1)備えるべき環境安全品質
  - (2)前項の環境安全品質以外の品質規格等
  - (3)出荷検査
    - 鉄鋼スラグ製品の環境安全品質に係る分析検査は、製造・販売者とは別法人のJIS Q 17025若しくはJIS Q 17050-1及びJIS Q 17050-2に適合している試験事業者、または環境計量証明事業者として登録されている分析機関により、製造ロット毎に、最低でも1ヵ月に1回以上行わなければならない。その結果に係る記録については、少なくとも10年以上の保管期限を定めて保管されなければならない。なお、本ガイドラインにおいての環境計量証明事業者とは、計量法に基づく計量証明の事業区分が「水又は土壌中の物質の濃度に係わる事業」の登録を受けた者とする。
- 5.鉄鋼スラグ製品の販売管理
  - 5-1. 受注前
    - スラグ製品の販売において、販売先に対し、名目の如何を問わず販売代金以上の金品を支払ってはならない。

  - 5-2. 受注・納入
  - 5-3. 鉄鋼スラグ製品の運送
  - 5-4. 施工中の調査
    - 施工中の調査結果を記録に留め、少なくとも10年以上の保管期限を定め保管しなければならない。
- 6. 施工後の調査
  - 施工後の調査を、必要な期間、必要な頻度で行い、調査結果を記録に留め、少なくとも10年以上の保管期限を定め保管しなければならない。
- 7. 行政・住民等からの指摘・苦情等が発せられたとき及びその懸念が生じたときの対応
  - 住民等からの指摘・苦情等が発せられたとき、またはその懸念が生じたときは、その原因が鉄鋼スラグ製品に起因するか否かを問わず、各会員は、需要家と協力して速やかに原因究明にあたるとともに、鉄鋼スラグ製品に起因する場合は、需要家と、必要に応じて行政・住民等と協議の上適切な対策をとることとし、需要家その他の関係者の行為に起因する場合には、必要に応じ当該関係者に注意喚起を行い、必要に応じて行政庁と協議することとする。
- 8. マニュアルの整備と運用遵守状況の点検及び是正措置
- 9. 鐵鋼スラグ協会への報告
- 10. ガイドラインの定期的な点検・整備
  - 別紙1 使用場所 ・用途に応じた鉄鋼スラグ製品に適用する環境安全品質基準 　他
  - 別添1 産業廃棄物処理業者に処理を委託する鉄鋼スラグ等の管理指針

## スラグの問題点

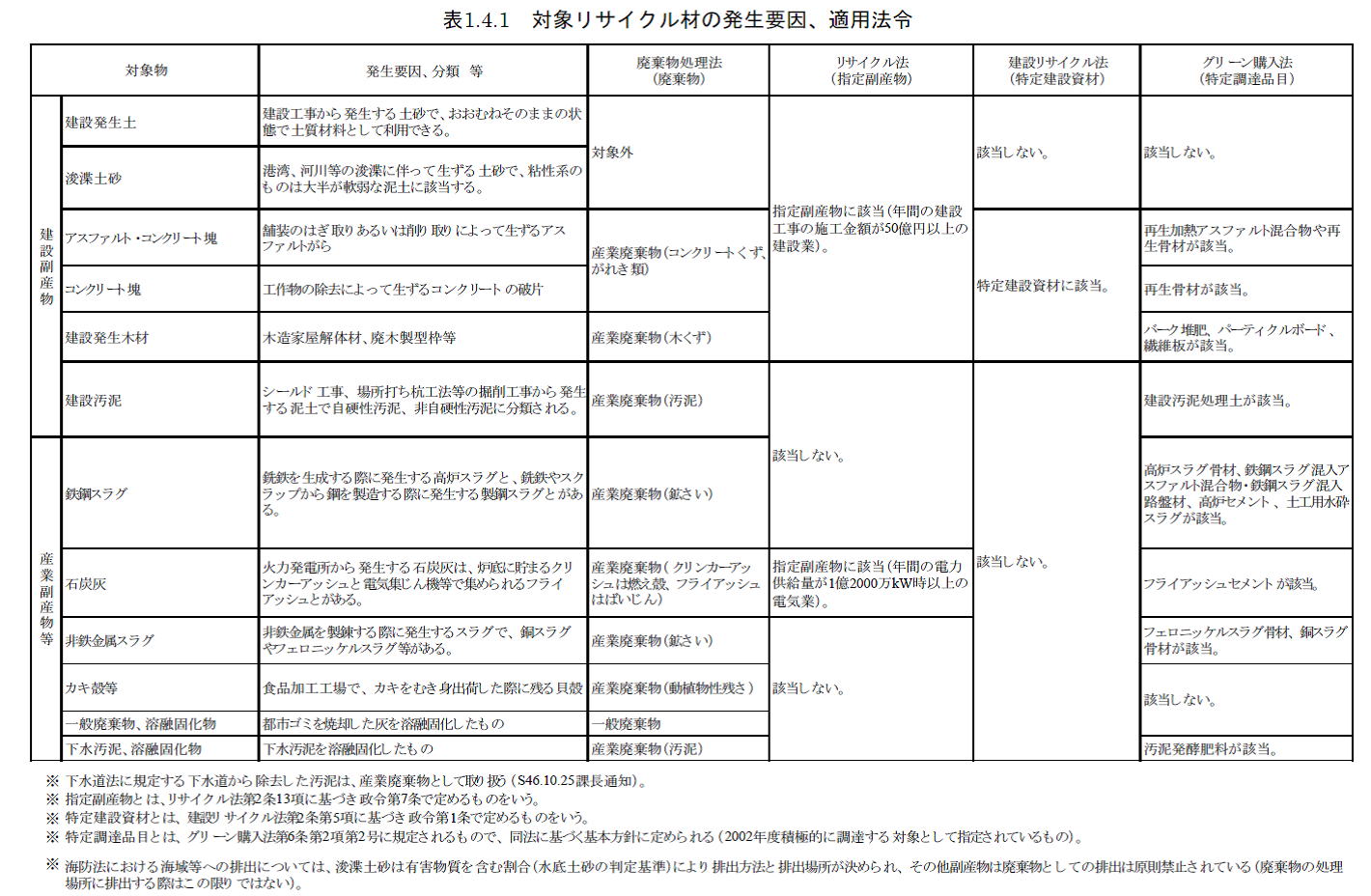
対象リサイクル材の発生要因、適用法令(国土交通省)

- 国土交通省は、銅スラグやフェロニッケルスラグ等の非鉄スラグについて、適用法令は産業廃棄物（鉱さい）としている。また、万が一管理不十分のため異物や材料基準に合致しないものの混入が認められた場合は廃棄物と見なされる[11]。
- スラグは重金属が含まれている場合があるため、再利用の用途によっては重金属含有量の把握が必要である。例えば、建材試験センター規格の土工用製鋼スラグ砕石(JSTM H 8001)では、鉛・六価クロム・セレン・フッ素・ホウ素の溶出量基準と含有量基準が設けられている。スラグから重金属を取り除く技術も開発されてきている。
- 1974年（昭和49年）度において有害物質を含む可能性のある鉱さいを排出した事業所は、全国に532事業所あり、その排出量は300万トンで、これらの鉱さいの処分状況について見ると、排出量の62%が埋立処分されていた[12]。
- 1975年（昭和50年）夏、重クロム酸ソーダ等6価クロム化合物の製造に伴って生じる6価クロム鉱さい埋立地周辺の環境汚染が社会問題となった[13]。
- 1978年（昭和53年）1月の伊豆大島近海の地震に伴い伊豆半島所在の鉱山のたい積場が崩壊し、鉱さいが流出し、河川を汚染する等の事故が発生した[14]。
- アメリカ合衆国オクラホマ州ピチャーは、鉛および亜鉛の町で、鉱山稼働中にスラグの山が町中に作られたが、1967年の鉱山閉山後も有毒金属を含むスラグの山はそのまま放置され、住民、特に子供たちの健康被害の原因の一つ[注釈 1]となった。最終的に、この健康被害が一因[注釈 2]となって2009年9月にピチャーの町は行政サービスが廃止され[15]、2013年11月に正式に自治体としても廃止された[16]。2015年に最後の住民が死去し、現在はゴーストタウンとなっている。

鉄鋼スラグ
- 近代製鉄で発生する鉄鋼スラグは、カルシウムを大量に含有するために強い塩基性（アルカリ性）を示す。そのためにスラグを砕石として散布するなどのむき出しのままで使用する用途には適さない。強い皮膚刺激のために取り扱いには手袋が必須である。住宅地などで鉄鋼スラグがそのままの状態で使用され過去に問題となったことがある[17][18]。
- 吸水して膨張する性質があり、盛り土に使った群馬県の民家のケースでは、地盤が盛り上がって床が歪むなどの被害も出ている[19]。

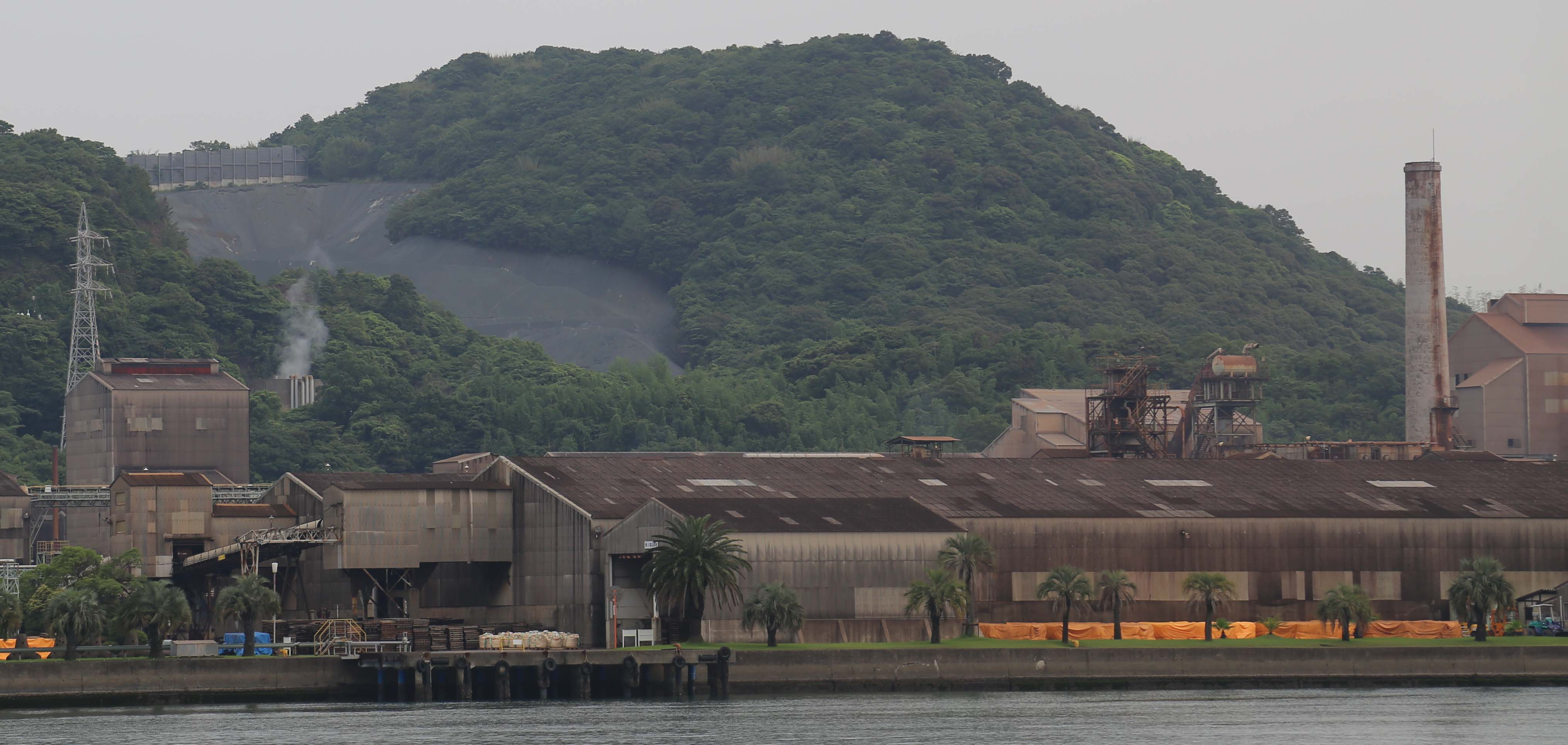
日向製錬所と後背地の鉱さい堆積場（宮崎県）

- 2016年（平成28年）群馬県榛東村の大規模太陽光発電所（事業主：ソフトバンクグループのSBエナジー）の敷地に土壌環境基準を超える大同特殊鋼渋川工場から排出された鉄鋼スラグが使われ、村が撤去を検討していることが分かった[20]。
- 2016年（平成28年）4月26日　大同特殊鋼渋川工場(群馬県)の鉄鋼スラグの件に関し、大同特殊鋼および連結子会社である大同エコメット(株)が、群馬県警により廃棄物処理法違反の容疑で前橋地方検察庁に書類送検された[21]。
- 製鉄、製鋼及び圧延業の高炉、平炉、転炉及び電気炉から排出される鉱さいであつて、相当期間エイジングする等の措置を講ずることにより、公共用水域及び地下水の汚染を生じさせないようにしたものであっても管理型最終処分場に処分する産業廃棄物に該当する[22]。

フェロニッケルスラグ
- フェロニッケルスラグのうち5-0.3mmの粒度範囲より微粉末のものは、使い道が少ない[23]。
- グリーンサンドは、コンクリート用スラグ骨材（JIS A5011-2）としてのJIS製品の他、有姿品・粉砕品があり、人工砂製品であるものの、化学組成は自然界の岩石などに含有されている成分に限られる[24]。

その他スラグ
- 新居浜市の小学校の床下からスラグからカドミウムが含まれる結晶が隆起した[25]。
- 東邦亜鉛は、同社安中製錬所から生じたスラグを、複数の建設会社に販売していたが、この中には、土壌汚染対策法で定められた環境基準の最大で約100倍の鉛や、数倍程度のヒ素が含まれていた。同社の内部調査によって、これらのスラグの一部が別の建設会社に転売され、群馬県内の住宅の庭や公園の駐車場など数十ヵ所で砂利として用いられていたことが明らかになった。同社は約70億円掛けて回収や撤去を実施するとしている[26][27]。